# Millerichthys
Millerichthys is een monotypisch geslacht van straalvinnige vissen uit de familie van de killivisjes (Rivulidae).

## Soort
- Millerichthys robustus (Miller & Hubbs, 1974)